# Binkola
Binkola est un village du département et la commune rurale de Koper, situé dans la province de l’Ioba et la région du Sud-Ouest au Burkina Faso.

## Géographie

### Situation et environnement
Binkola est situé à  5 km au sud-est de Koper et à environ 20 km au sud-est de Dano, le chef-lieu provincial.

### Démographie
- En 2006, le village comptait 541 habitants recensés[1].

## Transports
Le village se trouve à 4 km au nord-ouest de la route nationale 20 et de la frontière ghanéenne.

## Santé et éducation
Le centre de soins le plus proche de Binkola est le centre de santé et de promotion sociale (CSPS) de Babora tandis que le centre médical avec antenne chirurgicale (CMA) de la province se trouve à Dano.